# Kevin Dobson
Kevin Patrick Dobson (Nueva York, 18 de marzo de 1943- Coalinga, California; 6 de septiembre de 2020) fue un actor de cine y televisión estadounidense, conocido por sus papeles como el detective Bobby Crocker, el protegido de confianza del teniente Theo Kojak (interpretado por Telly Savalas ) en la serie dramática de la CBS Kojak (1973-1978), y como M. Patrick "Mack" MacKenzie en la serie de televisión Knots Landing (1982-1993). 
El 1 de abril de 2008, Dobson participó en la serie de televisión Days of Our Lives en el papel de Mickey Horton.

## Primeros años
Dobson nació en Jackson Heights, Nueva York, y es de ascendencia irlandesa. Es uno de los siete hijos del conserje de una escuela primaria (Nuestra Señora de Fátima de Jackson Heights, Nueva York) y una madre dedicada a los labores del hogar. Antes de embarcarse en su carrera como actor, trabajó en un tren, de guardafrenos y conductor para el Long Island Rail Road, seguido de unos años como mesero, luego cantinero, en el restaurante Brew's de Manhattan, propiedad de sus familiares. 

## Carrera

### Carrera actoral
Después de una breve aparición en la película de 1971 Klute y pequeños papeles de actuación en series de televisión como The Mod Squad, Emergency! y Cannon, Dobson firmó un contrato con Universal Studios en 1972. Esto lo llevó a su papel de Det. Bobby Crocker, joven socio del teniente Theo Kojak, en la serie de televisión Kojak, junto a Telly Savalas. Para el papel, tuvo que pedir prestado un traje. Había hecho dos audiciones y había fallado, luego llamó a su agente y le dijo: "'Haz lo que tienes que hacer', así que pidió un favor y yo leí [de nuevo]". Yo era policía militar en el Ejército, así que sabía cómo sostener un arma y arrojar a alguien contra la pared. Recibí una llamada [la noche siguiente] preguntando si firmaría un contrato". Dobson audicionó por tercera vez y finalmente obtuvo el papel. Permaneció con Kojak durante sus cinco temporadas desde 1973 hasta 1978, y luego se reunió con Savalas para realizar la película para televisión de 1990, Kojak: It's Always Something, su personaje se convirtió en asistente del fiscal de distrito. Siguieron siendo amigos hasta la muerte de Savalas por cáncer de vejiga en 1994. 
En 1978, Dobson interpretó a Pete Lomas en la película para televisión de dos partes Los inmigrantes, basada en la novela de Howard Fast . 
En 1981, Dobson interpretó a Det. Jack Shannon, un oficial de policía de San Francisco que es padre soltero, en la serie de CBS Shannon. Sin embargo, el programa no logró obtener calificaciones sustanciales y fue cancelado después de nueve episodios. Un papel televisivo más exitoso para Dobson siguió en 1982, interpretando a  M. Patrick "Mack" MacKenzie en la serie Knots Landing, junto a Michele Lee. Se unió al programa al comienzo de su cuarta temporada en septiembre de 1982 y permaneció en el papel hasta su cancelación en 1993. Dobson ganó cinco premios Soap Opera Digest por su trabajo en la serie. Más tarde se reunió con sus coprotagonistas de Knots Landing para una miniserie, Knots Landing: Back to the Cul-de-Sac en 1997, y nuevamente en el especial de no ficción de 2005 Knots Landing Reunion: Together Again. 
Dobson también ha aparecido en una serie de largometrajes, entre los que destaca la película Midway (1976) sobre la Segunda Guerra Mundial junto a Henry Fonda y Charlton Heston, como el alférez George Gay, piloto y único superviviente del Torpedo Squadron Eight del portaaviones USS Hornet basado en el desafortunado ataque de apertura de USS Hornet contra la flota japonesa el 4 de junio de 1942. Otro papel destacado fue el del marido de Barbra Streisand en la comedia romántica de 1981 All Night Long. También tuvo un pequeño papel como sacerdote en la bien recibida película de terror psicológico de 2007 1408. 
Dobson siguió apareciendo en una serie de papeles televisivos, incluido el sindicado F / X: The Series durante una temporada (1996-1997), la serie dramática The Bold and the Beautiful (2006-2007) y como el cuarto actor en interpretar Mickey Horton en Días de nuestras vidas. Apareció en 15 episodios del programa de abril a octubre de 2008. 

### Carrera teatral
Dobson protagonizó la obra ganadora del premio Tony 'Art' en el Royal George Theatre de Chicago. El originó el papel de Steve Gallop en el estreno mundial de la obra teatral nominada por la Asociación Americana de Críticos de Teatro "If it was Easy ..." en el The 7Stages Theatre en Atlanta, Georgia, entre otros papeles teatrales en todo el país. 
Actuó junto a Richard Thomas en la producción teatral del 2009 de 12 Angry Men. Dobson ha dicho, con respecto a los actores que temen ser encasillados, "Deberías tener tanta suerte".

### Afiliaciones
Dobson, un ex soldado del Ejército (MP), se desempeñó dos veces como presidente del Saludo Nacional a los Veteranos Hospitalizados. Habiendo ayudado durante mucho tiempo con las necesidades de los veteranos hospitalizados, Dobson recibió el premio AMVETS (American Veterans) Silver Helmet Peace Award y el American Legion Award. Dobson, fue miembro vitalicio de AMVETS y también miembro fundador de AMVETS MOH Richard A. Pittman Post # 1947 - Stockton, California.

## Vida personal
Dobson se casó con su esposa, Susan, en 1968. Tuvieron tres hijos. Falleció a los 77 años, después de luchar contra una deficiencia autoinmune.

## Filmografía

### Películas
| Año  | Título               | Personaje                 | Observaciones   |
| ---- | -------------------- | ------------------------- | --------------- |
| 1971 | Klute                | Hombre en el bar          | No acreditado   |
| 1976 | La batalla de Midway | Alférez George H. Gay Jr. |                 |
| 1981 | Toda la noche        | Bobby Gibbons             |                 |
| 1998 | Nathan Grimm         | Nathan Grimm              | Corto           |
| 1999 | Orden de restricción | Capitán de policía        |                 |
| 2005 | Aterrizaje forzoso   | Henderson Davis           | Directo a DVD   |
| 2007 | 1408                 | Sacerdote                 |                 |
| 2007 | Luna de abril        | Jeffrey                   |                 |
| 2009 | Portal               | Benedicto                 | Directo a video |
| 2011 | El representante     | Hon. Justicia Evans       |                 |
| 2013 | Poder oscuro         | Alcalde Stan Wood         |                 |
| 2014 | Círculo completo     | Enrique                   | Corto           |

### Televisión
| Año       | Título                                | Personaje                                      | Observaciones |
| --------- | ------------------------------------- | ---------------------------------------------- | --- |
| 1968      | One Life to Live                      | Gobernador Harrison Brooks #1                  | Serie de televisión |
| 1969-1971 | The Doctors                           | Varios                                         | 8 episodios |
| 1971      | The Mod Squad                         | Howie                                          | Episodio: "Feet of Clay" |
| 1972      | The Rookies                           |                                                | Piloto - No acreditado |
| 1972      | Emergency!                            | First Deputy                                   | Episodio: "Decision" |
| 1972      | Ironside                              | Joven marine                                   | Episodio: "Nightmare Trip" |
| 1972      | Cannon                                | Guardia de seguridad del hotel                 | Episodio: "The Shadow Man" |
| 1973-1978 | Kojak                                 | Det. Bobby Crocker                             | 117 episodios |
| 1973      | Police Story                          | Patrullero                                     | Episodio: "Slow Boy" |
| 1976      | Stranded                              | Rafe Harder                                    | Película para televisión |
| 1977      | Captain Kangaroo                      | Mac Hasty                                      | Serie de televisión |
| 1978      | The Immigrants                        | Pete Lomas                                     | Película para televisión |
| 1978      | Greatest Heroes of the Bible          | Joab                                           | Episodio: "The Judgment of Solomon" |
| 1979      | Transplant                            | John Hurley                                    | Película para televisión |
| 1979      | Orphan Train                          | Carlin                                         | Película para televisión |
| 1980      | Hardhat and Legs                      | Sal Pacheco                                    | Película para televisión |
| 1980      | Reunion                               | Don Hollander                                  | Película para televisión |
| 1980      | Mark, I Love You                      | Hal Painter                                    | Película para televisión |
| 1981-1982 | Shannon                               | Det. Jack Shannon                              | 9 episodios |
| 1981      | Margin for Murder                     | Mike Hammer                                    | Película para televisión |
| 1982-1993 | Knots Landing                         | M. Patrick "Mack" MacKenzie                    | 291 episodes Premios Soap Opera Digest: Súper pareja favorita en una serie en horario estelar (con Michele Lee) (1986); Súper pareja favorita: Prime Time (con Michele Lee); Actor destacado en un papel principal: Prime Time; Héroe excepcional: Prime Time; Actor destacado: Prime Time) (1988, 1991-1992) Nominado—Premios Soap Opera Digest: Actor destacado en un papel principal en una serie de Prime Time; Mejor Actriz / Actor en un papel de alivio cómico en una serie de Prime Time (1986) |
| 1982      | CBS Schoolbreak Special               | Jim Welsh                                      | Episodio: "Help Wanted" |
| 1984      | Tales of the Unexpected               | Fred Pearson                                   | Episodio: "The Dirty Detail" |
| 1984      | Dulce venganza                        | Coronel Joseph Cheever                         | Película para televisión |
| 1989      | Money, Power, Murder                  | Peter Finley                                   | Película para televisión |
| 1990      | Kojak: It's Always Something          | Bobby Crocker, ayudante del fiscal de distrito | Película para televisión |
| 1990      | Casey's Gift: For Love of a Child     | Hank Bolen                                     | Película para televisión |
| 1991      | Fatal Friendship                      | Michael                                        | Película para televisión |
| 1992      | Dirty Work                            | Tom                                            | Película para televisión |
| 1992      | A House of Secrets of Lies            | Jack Evans                                     | Película para televisión |
| 1993      | The Conviction of Kitty Dodds         | Chuck Hayes                                    | Película para televisión |
| 1994      | Burke's Law                           | Sheriff Greene                                 | Episodio: "Who Killed Good Time Charlie?" |
| 1994      | Touched by an Angel                   | Entrenador Earl Rowley                         | Episodio: "Show Me the Way Home" |
| 1994      | The Commish                           | Frank Botrell                                  | Episodio: "Revenge" |
| 1995      | If Someone Had Known                  | Jack Liner                                     | Película para televisión |
| 1996-1997 | F/X: The Series                       | Det. Leo McCarthy                              | 22 episodios |
| 1996      | Voice from the Grave                  | Det. Joe Sraccula                              | Película para televisión |
| 1997      | Knots Landing: Back to the Cul-de-Sac | Mack MacKenzie                                 | Miniserie |
| 1997      | Early Edition                         | Darrel Foster                                  | Episodio: "March in Time" |
| 1998      | Nobody Lives Forever                  | Teniente Jim Ransom                            | Película para televisión |
| 2000      | Chicken Soup for the Soul             |                                                | Episodio: "The Two Sides of Love" |
| 2000      | Nash Bridges                          | Raymond Porter                                 | Episodio: "Double Trouble" |
| 2001      | The Haunted Heart                     | Mr. Hopkins                                    | Cortometraje televisivo |
| 2001      | She's No Angel                        | Donald Shawnessy                               | Película para televisión |
| 2005      | Knots Landing Reunion: Together Again | Él mismo                                       | Especial televisivo |
| 2006-2007 | The Bold and the Beautiful            | Juez Devin Owens                               | 13 episodios |
| 2007      | Christmas at Cadillac Jack's          | Policía                                        | Película para televisión |
| 2008      | Days of Our Lives                     | Mickey Horton                                  | 15 episodios |
| 2008      | Cold Case                             | Mickey Thompson '08                            | Episodio: "The Dealer" |
| 2012      | CSI: Crime Scene Investigation        | Malcolm Turner                                 | Episodio: "Ms. Willows Regrets" |
| 2012      | Hawaii Five-0                         | Al Shepard                                     | Episodio: "Ha'alele" |
| 2013      | House of Lies                         | Mr. Pinkus                                     | 4 episodios |
| 2013      | Damn Sea Vampires                     | Glenn Hunter                                   | Película para televisión |
| 2014      | Anger Management                      | Dr. Cameron                                    | Episodio: "Charlie and his Probation Officer's Daughter" |
| 2017      | 12 to Midnight                        |                                                | Episodio: "Nana's Pancakes" |